# Boussemghoun (distrito)
Boussemghoun é um distrito localizado na província de El Bayadh, Argélia, e cuja capital é a cidade de mesmo nome, Boussemghoun.[carece de fontes?]